# Wilhelm Witte (Psychologe)
Wilhelm Witte (* 8. Januar 1915 in Hattingen; † 30. Mai 1985 in Regensburg) war ein deutscher Psychologe und Hochschullehrer.

## Leben und Arbeitsstationen
Nach dem Abitur am Realgymnasium in Hattingen 1933 begann Witte zunächst an der Georg-August-Universität Göttingen ein Studium der Mathematik und Physik bei David Hilbert und Robert Wichard Pohl – leitend waren dabei nach eigener Aussage „die tiefe Sehnsucht und das geradezu süchtige Verlangen, die Welt (mit Erde, Gestirnen, Pflanzen, Tieren und Menschen) von Grund auf verstehen zu lernen.“
Bei Pohl lernte er, dass neben den physikalischen Gesetzmäßigkeiten auch psychologische Tatsachen – etwa die Wahrnehmung von Farben, Glanz, Tönen, Klängen, Gestalten, Formen – zu beachten seien und erweiterte sein Studium um die Psychologie, die in Göttingen durch Narziß Ach vertreten wurde, einen Vertreter der Denkpsychologie, der u. a. die Methode der Systematischen experimentellen Selbstbeobachtung entwickelte.
Nach zwei Semestern an der Universität Bonn beendete Wilhelm Witte sein Studium 1937 schließlich bei Willy Hellpach in Heidelberg mit einer Dissertation über die Metaphysik von Ludwig Klages. Zum 1. Mai 1937 trat er der NSDAP bei und gehörte auch der SA an. Er arbeitete dann zunächst in der Arbeitsverwaltung und am Bonner Institut für Klinische Psychologie auf der Fachstation für Hirnverletzte. 1942 nahm Witte eine Assistentenstelle bei Hellpach in Heidelberg an und habilitierte sich 1944 mit einer Schrift zur experimentellen Charakterologie.
1946 erhielt Witte die Venia legendi, nebenamtlich arbeitete er in dieser Zeit in Heidelberg auch an der Ausbildung von Taubstummen-Lehrern mit. An der Universität Heidelberg wurde er 1952 zum apl. Professor und 1954 zum ao. Professor ernannt. Im gleichen Jahr wurde er Direktor des Psychologischen Instituts der Eberhard-Karls-Universität Tübingen und hier auch 1962 o. Professor. 1964 wechselte Wilhelm Witte als Ordinarius für Angewandte Psychologie an die Westfälische Wilhelms-Universität Münster und wurde hier der zweite Lehrstuhlinhaber für Psychologie neben Wolfgang Metzger – bisher hatte dieser das Fach allein vertreten. Nach Metzgers Emeritierung 1968 wurde Witte in Münster Professor für Allgemeine und Angewandte Psychologie. 1974 übernahm er in Regensburg den Lehrstuhl für Allgemeine und Angewandte Psychologie, den er bis zu seiner Emeritierung 1983 innehatte. Er vertrat diesen Lehrstuhl dann noch ein weiteres Jahr bis zur Neubesetzung 1984 durch Alf Zimmer; er starb 1985.

## Arbeitsschwerpunkte
Wilhelm Witte war umfassend gebildet und vielseitig interessiert. Entsprechend vielfältig sind seine Forschungsschwerpunkte und Publikationen, in denen sich theoretische Analyse und experimentelles Vorgehen mannigfach treffen. Ein besonderer Schwerpunkt war für ihn immer die Erforschung psychischer Bezugssysteme; er knüpft dabei v. a. an einen Begriff aus der Gestaltpsychologie an, bei dem es um Zusammenhänge zwischen Wahrnehmungs- und Erkenntnisprozessen geht.
Aufgrund seiner schon seit Jahrzehnten immer wieder durchgeführten Arbeiten zu unterschiedlichen Behinderungsformen und ihren Konsequenzen begründete er seit Beginn der 1970er Jahre eine Psychologie der Behinderung und der Rehabilitation, in der allgemeine und angewandte Themen der Psychologie konkretisiert wurden. Vor allem ab 1974/75 in Regensburg wurde dieses Gebiet ein Arbeitsschwerpunkt. Immer wieder nahm Witte aber auch sinnes-psychologische Themen auf, vor allem interessierte ihn das Gebiet der Haptik; die Werkstätten in seinen Instituten fertigten dazu eine ganze Reihe von Untersuchungsgeräten an. Schließlich sei hier noch Wittes Interesse an der Geschichte der Psychologie genannt, die er immer wieder in Vorlesungen darlegte. Eine eingehendere wissenschaftliche Würdigung findet sich unter den Nachrufen anlässlich von Wittes Tod.
Auch seinen Mitarbeitern und Schülern – unter ihnen viele Frauen – bot er vielfältige Arbeitsmöglichkeiten. So hatte etwa das Münsteraner Institut nicht nur ein Tierlabor für Untersuchungen zur Vergleichenden Psychologie, sondern wohl auch einen der ersten Instituts-Computer in Deutschland – damals in der Frühzeit der Digitalisierung noch ein fast zimmergroßer Rechner.
Wilhelm Witte war ein besonderer akademischer Lehrer und zu seinen Arbeitsschwerpunkten gehörten immer wieder fruchtbare Forschungs- und Diplomanden-Seminare. Neben ungezählten anderen Forschungsarbeiten entstanden unter seiner Führung weit über 100 Diplomarbeiten und nahezu ebenso viele Dissertationen.
Eine ganze Reihe ehemaliger Witte-Doktoranden führte später auf eigenen Professuren ihre wissenschaftliche Arbeit fort – geprägt u. a. durch Wittes Ansprüche an ihre Selbständigkeit. Das Gespräch „in großem Rahmen“ förderte er u. a. als Gastgeber des 25. Kongresses der Deutschen Gesellschaft für Psychologie 1966 in Münster. Zu seinen Verdiensten gehört auch die nachdrückliche Unterstützung der Münsteraner Ehrendoktorwürde für Wolfgang Köhler, einen der Begründer der Gestaltpsychologie, der als einer von sehr wenigen Hochschullehrern 1933 öffentlich gegen die Entlassung jüdischer Professoren protestiert und 1935 selbst Deutschland verlassen hatte.
Witte war auch ein bereitwilliger und großzügiger Laudator, der anlässlich von runden Geburtstagen oder akademischen Ehrungen eine ganze Reihe von anspruchsvollen Artikeln zu Festschriften für Freunde und Kollegen beitrug. Im umgekehrten Falle war ihm eine Festschrift, die eine Reihe von Freunden und Schülern anlässlich seines 65. Geburtstages zusammengestellt hatte („Wahrnehmen-Urteilen-Handeln“), nur schmackhaft zu machen, indem jeder direkte Bezug unterblieb.

## Rückblick
Die Universität Regensburg ehrte Wilhelm Witte am 5. Juli 1985 durch einen Festakt. Zu diesem Anlass wurde auch die „Regensburger Universitätsreden, Heft 2“ veröffentlicht, das außer den Reden zum Festakt auch eine Selbstdarstellung Wittes vom 21. Juli 1983 anlässlich seiner Emeritierung und ein Schriftenverzeichnis enthält.
Der wissenschaftliche Nachlass von Wilhelm Witte befindet sich an der Universität Würzburg im Adolf Würth-Zentrum für Geschichte der Psychologie und ist über das Findbuch zugänglich.

## Publikationen (Auswahl)
- Die Metaphysik von Ludwig Klages. Würzburg: Tritsch, 1939. (Zugl. Univ.-Diss.)
- Die Methodik der experimentellen Charakterologie. Heidelberg: 1944, maschinenschriftlich. (Habilitationsschrift)
- Klinische Möglichkeiten experimenteller Psychodiagnostik. In: W. Hellpach (Hg.): Klinische Psychologie. Stuttgart: Thieme, 1946. S. 189–216.
- Experimentalpsychologische Grundlagen der Lehre von der menschlichen Umwelt. In: J. v. Allesch u. a. (Hg.): Charakterologische Schriften des Berufsverbandes Deutscher Psychologen, Heft 1. Hamburg: Nölke, 1948. S. 87–102.
- Zur Geschichte des psychologischen Ganzheits- und Gestaltbegriffes. Studium Generale, Bd. 5, 1952, 455–464.
- Zur Psychologie der Taubstummen. In: Staatliche Gehörlosenschule Heidelberg (Hg.): 50 Jahre Taubstummenbildung. Heidelberg: 1954. S. 24–34.
- Zur Struktur von Bezugssystemen. In: A. Wellek (Hg.): Bericht über den 20. Kongress der Deutschen Gesellschaft für Psychologie. Göttingen: Hogrefe, 1956. S. 137–139.
- Aktualgenese der Erinnerung. Zeitschrift für experimentelle und angewandte Psychologie, Band 6, 1959. S. 508–518.
- Struktur, Dynamik und Genese von Bezugssystemen. Psychologische Beiträge, Band 4, 1960. S. 218–252.
- Sport als Spiel und seine Bedeutung für den modernen Menschen. Studium Generale, Band 13, 1960. S. 48–62
- Experimentelle Untersuchungen zur Wahrnehmungsdynamik. Psychologische Beiträge, Band 5, 1960. S. 458–468.
- Gemeinsam mit O. Heller: Kategoriensysteme und Wahrnehmungsdynamik. Psychologie und Praxis, Band 5, 1961. S. 63–65.
- Somästhesie und haptische Wahrnehmung. Studium Generale, Band 17, 1964. S. 596–608.
- Zu den Beziehungen zwischen praktischer Psychologie, angewandter Psychologie und psychologischer Grundlagenforschung. Psychologische Beiträge, Band 9, 1966. S. 368–377.
- Haptik. In: W. Metzger (Hg.): Handbuch der Psychologie, Band 1,1. Göttingen: Hogrefe, 1966. S. 498–517.
- Das Problem der Bezugssysteme. In: W. Metzger (Hg.): Handbuch der Psychologie, Band 1,1. Göttingen: Hogrefe, 1966. S. 1003–1027
- Zur Analyse der Absolutbeurteilung sportlicher Leistungen. Zeitschrift für experimentelle und angewandte Psychologie, Band 18, 1971. S. 678–691.
- Untersuchungen zur Behinderung des Denkens durch Anschauung. Psychologische Beiträge, Band 16, 1974. S. 277–287.
- Zum Gestalt- und Systemcharakter psychischer Bezugssysteme. In: S. Ertel u. a. (Hg.): Gestalttheorie in der modernen Psychologie: Wolfgang Metzger zum 75. Geburtstag. Darmstadt: Steinkopff, 1975. S. 76–93. ISBN 978-3-7985-0400-4.
- Haptische Täuschungen bei Sehenden und Blinden. In: G.B. Flores d’Arcais (Hg.): Studies in Perception. Milano, Firence: Martello, 1975. S. 312–325.
- Das Wesen der Behinderung. In: D. Rüdiger & M. Perrez (Hg.): Anthropologische Aspekte der Psychologie, Salzburg: Müller, 1979. S. 76–82. ISBN 978-3-7013-0583-4.
- (posthum) Einführung in die Rehabilitationspsychologie. Bearbeitet und herausgegeben von Rainer Brackhane. Bern, Stuttgart, Toronto: Huber, 1988. ISBN 978-3-456-81569-5.

## Herausgeber
- Mitherausgeber von Psychologia Universalis seit 1952
- Mitherausgeber der Psychologischen Beiträge seit 1953